# Abdulaziz al-Omari
Abdulaziz al-Omari (em árabe: عبد العزيز العمري, ʿ Abd al-ʿ Aziz al-ʿ Umar, também transliterado como Alomari ou al-Umar; 'Asir, 28 de maio de 1979 – Nova Iorque, 11 de setembro de 2001) foi um guarda de segurança de aeroporto saudita e Imame, mais conhecido por ser um dos cinco sequestradores do voo 11 da American Airlines como parte dos Ataques de 11 de Setembro. Omari chegou aos Estados Unidos em junho de 2001, com um visto de turista, obtido através do programa Visa. Em 11 de setembro de 2001, embarcou no voo 11 da American Airlines e ajudou no sequestro do avião, que foi lançado contra a Torre Norte do World Trade Center, como parte dos ataques coordenados.

## Juventude e Educação
Pouco se sabe sobre a vida de al-Omari e não está claro se alguma informação se refere a Omari ou a outra pessoa com esse nome. Ele havia usado a data de nascimento em 28 de maio de 1979.
É alegado que al-Omari se formou com honras no ensino médio, obteve um diploma da Imam Muhammad ibn Saud Islamic University, foi casado e teve uma filha por um breve período antes dos ataques.

## Carreira
Ele supostamente serviu frequentemente como imame em sua mesquita na Arábia Saudita e as autoridades americanas acreditam que ele foi aluno de um clérigo saudita Sulaiman Al-Alwan, cuja mesquita está localizada na província de Alcacim.
No outono de 2001, após os ataques de 11 de setembro, a televisão Al Jazeera transmitiu uma fita que alegou ter sido feita por Omari. No vídeo, ele lê um testamento de suicídio. Nele ele leu: "Estou escrevendo isso com a minha plena consciência e estou escrevendo na expectativa do fim, que está próximo... Deus abençoe a todos que me treinaram e me ajudaram, a saber, o líder Sheikh Osama bin Laden.".
De acordo com o diretor do  FBI e a Comissão do 9/11, Omari entrou nos Estados Unidos por meio de um voo de Dubai em 29 de junho de 2001, com Salem al-Hazmi, desembarcando em Nova Iorque.
Ele havia usado o polêmico programa Visa Express para conseguir entrar. Ele aparentemente ficou com vários outros sequestradores em Paterson (Nova Jérsei), antes de se mudar para sua própria casa em 4032 57th Terrace, Vero Beach. No formulário de contrato de locação daquela casa, Omari deu duas placas autorizadas a estacionar em seu espaço, uma delas registrada no nome de Mohamed Atta.
Omari obteve uma carteira de identidade falsa dos Estados Unidos da All Services Plus em Passaic County, New Jersey, que vendia documentos falsos, incluindo outro para Khalid al-Mihdhar.

## Ataques

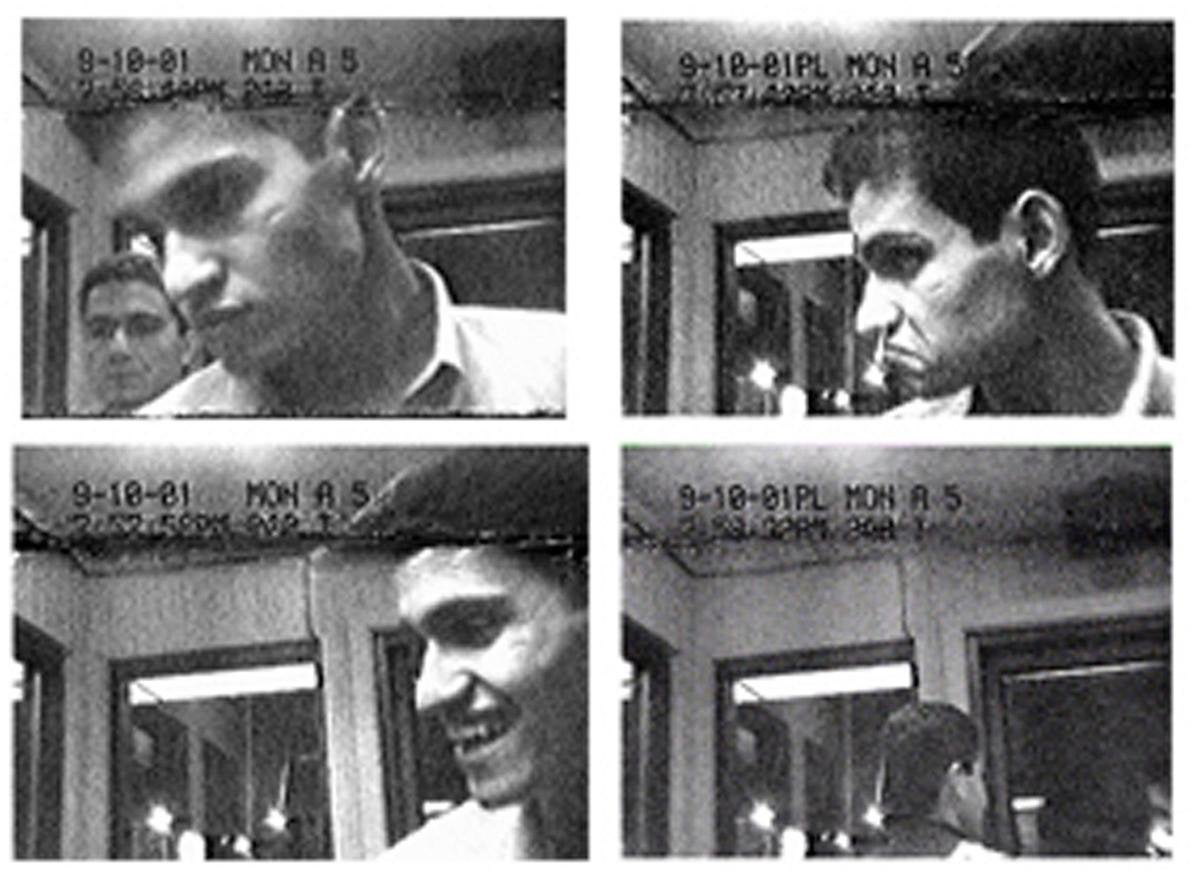
al-Omari fotografado por uma câmera de segurança de um caixa eletrônico algumas horas antes dos ataques, no dia 10/09

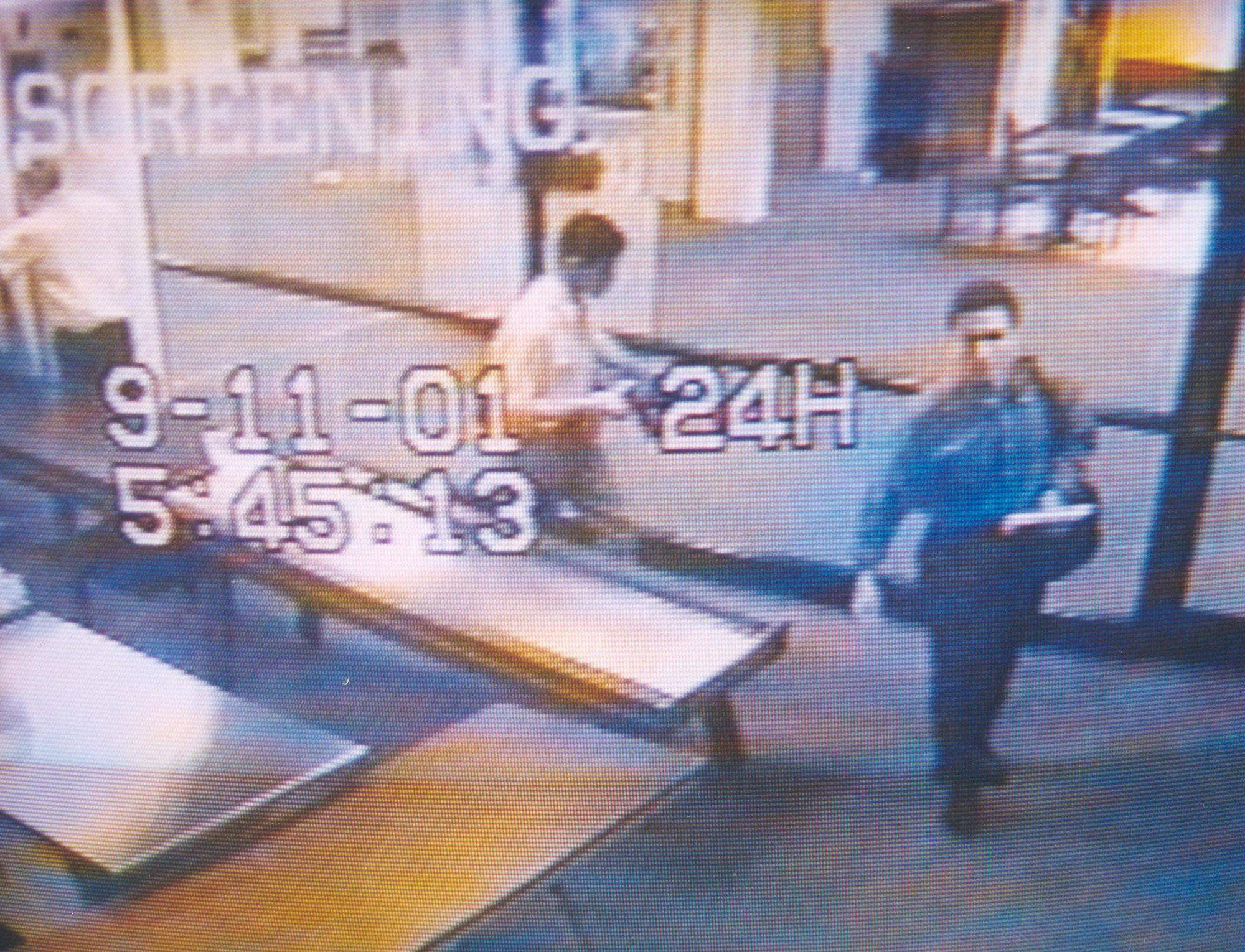
Atta (camisa azul) e Omari no Aeroporto Internacional de Portland em 11/09

Em 10 de setembro de 2001, Mohamed Atta pegou Omari no Milner Hotel em Boston, e os dois dirigiram um Nissan Altima Azul alugado até o Choice Hotels em South Portland (Maine), onde passaram a noite no quarto 232. Foi inicialmente relatado que Adnan e Ameer Bukhari foram os dois sequestradores que alugaram e dirigiram o carro.
Na madrugada de 11 de setembro, eles embarcaram em um voo de volta a Boston para fazer conexão com o Voo American Airlines 11. O Voo foi sequestrado, 15 minutos após a decolagem, por Omari e quatro outros sequestradores, o que permitiu ao piloto treinado Mohamed Atta bater o Boeing 767 na Torre Norte do World Trade Center como parte de um ataque que matou milhares de pessoas.

## Identidade errada
A controvérsia sobre a identidade de Omari surgiu logo após os ataques. A princípio, o FBI nomeou Abdul Rahman al-Omari, um piloto da Saudi Arabian Airlines, como o piloto do voo 11. Pouco tempo após, foi mostrado que a pessoa ainda estava viva e o FBI pediu desculpas pelo equívoco. Também foi rapidamente determinado que Mohamed Atta era o piloto entre os sequestradores. O FBI então nomeou Abdulaziz al-Omari como um sequestrador. 
Um homem com o mesmo nome dado pelo Federal Bureau of Investigation (FBI) apareceu vivo na Arábia Saudita, dizendo que havia estudado na University of Denver e seu foi roubado lá em 1995. O nome, origem, data de nascimento e ocupação foram divulgados pelo FBI, mas a foto não era dele. “Não pude acreditar quando o FBI me colocou na lista deles”, disse ele. "Eles deram meu nome e minha data de nascimento, mas não sou um terrorista suicida. Estou aqui. Estou vivo. Não tenho ideia de como pilotar um avião. Não tenho nada a ver com isso."